# Hollyford River/Whakatipu Kā Tuka
Der Hollyford River/Whakatipu Kā Tuka ist ein Fluss in der Region Southland im Südwesten der Südinsel von Neuseeland.

## Geographie
Der Fluss, der eine Länge von rund 80 km besitzt, entspringt rund 1,3 km ostnordöstlich des 2105 m hohen Mount Talbot in den Darran Mountains und rund 2,7 km nordöstlich des östlichen Eingangs zum Homer Tunnel, einem Straßentunnel des New Zealand State Highway 94, über den der unter Touristen sehr bekannten Milford Sound/Piopiotahi zu erreichen ist. Das Quellwasser speist anschließend den wenige hundert Meter weiter östlich liegenden Black Lake, um dann in einem Rechtsbogen durch das Gertrude Valley auf das langgezogene Tal des Hollyford Valley zu stoßen, durch das parallel zum Fluss der State Highway 94 verläuft. Letzteres entstand vor etwa 20.000 Jahren durch die Bewegungen eines Gletschers, dessen heutige Überreste den Donne-Gletscher bilden. Nach insgesamt 15 km Flussverlauf, in dem der Fluss in einem langgezogenen Bogen nach Osten fließt, trennt sich der Fluss vom Highway und setzt in einem weiteren Linksbogen nach Norden seinen Verlauf fort. Rund 30 km vor seiner Mündung in die Tasmansee mündet der Pyke River von Nordosten kommend rechtsseitig in den Fluss, um dann mit den gemeinsamen Wässern nach rund 8,5 km in den Lake McKerrow/Whakatipu Waitai zu münden. Im Norden des Lake McKerrow/Whakatipu Waitai entwässert der Hollyford River/Whakatipu Kā Tuka den See und mündet nach weiteren 6,5 km in der Martins Bay in die Tasmansee.
Der gesamte See, mit Teilen der nordöstlich verlaufenden Bergen, ist Teil des Fiordland National Park.

## Wanderweg
An der Stelle, wo sich der Fluss vom New Zealand State Highway 94 trennt, führt die Lower Hollywood Road als unbefestigte Straße in das Tal des Hollyford River/Whakatipu Kā Tuka rund 16 km nach Norden (bereits als Hollyford Track ausgezeichnet), um dann von einer Brück aus als reiner Wanderweg den Fluss weiter zu begleiten. An der Ostseite des Lake McKerrow/Whakatipu Waitai führt der Hollyford Track dann entlang des Sees weiter nach Norden. Zahlreiche Hütten, wie die auch am See, McKerrow Island Hut, Demon Trail Hut und Hokuri Hut ermöglichen Wanderern auf ihrer Tour zu übernachten.

## Nutzung
Drei Abschnitte des Flusses werden regelmäßig mit dem Kajak befahren:
- Monkey Creek – Falls Creek (Schwierigkeitsgrad V+)
- Falls Creek – Marian Swingbridge (III–IV)
- Marian Creek Run (IV–V)